# أيه آي إل أبير
إم 462 أبير (وتعني بالعربية فارس) هي مركبة عسكرية رباعية الدفع في الخدمة مع قوات الدفاع الإسرائيلية، طورتها شركة صناعات السيارات الإسرائيلية المحدودة بديلًا عن إم 325.

## المواصفات
يمكن لمركبة إم 462 أن تحمل 13 جنديًا أو حمولة تبلغ 1800 كجم. يمكن تجهيز M462 بمدفع رشاش أمامي ومدفع رشاش جانبي.

## الإصدارات
- M462 Abir : النموذج القياسي.

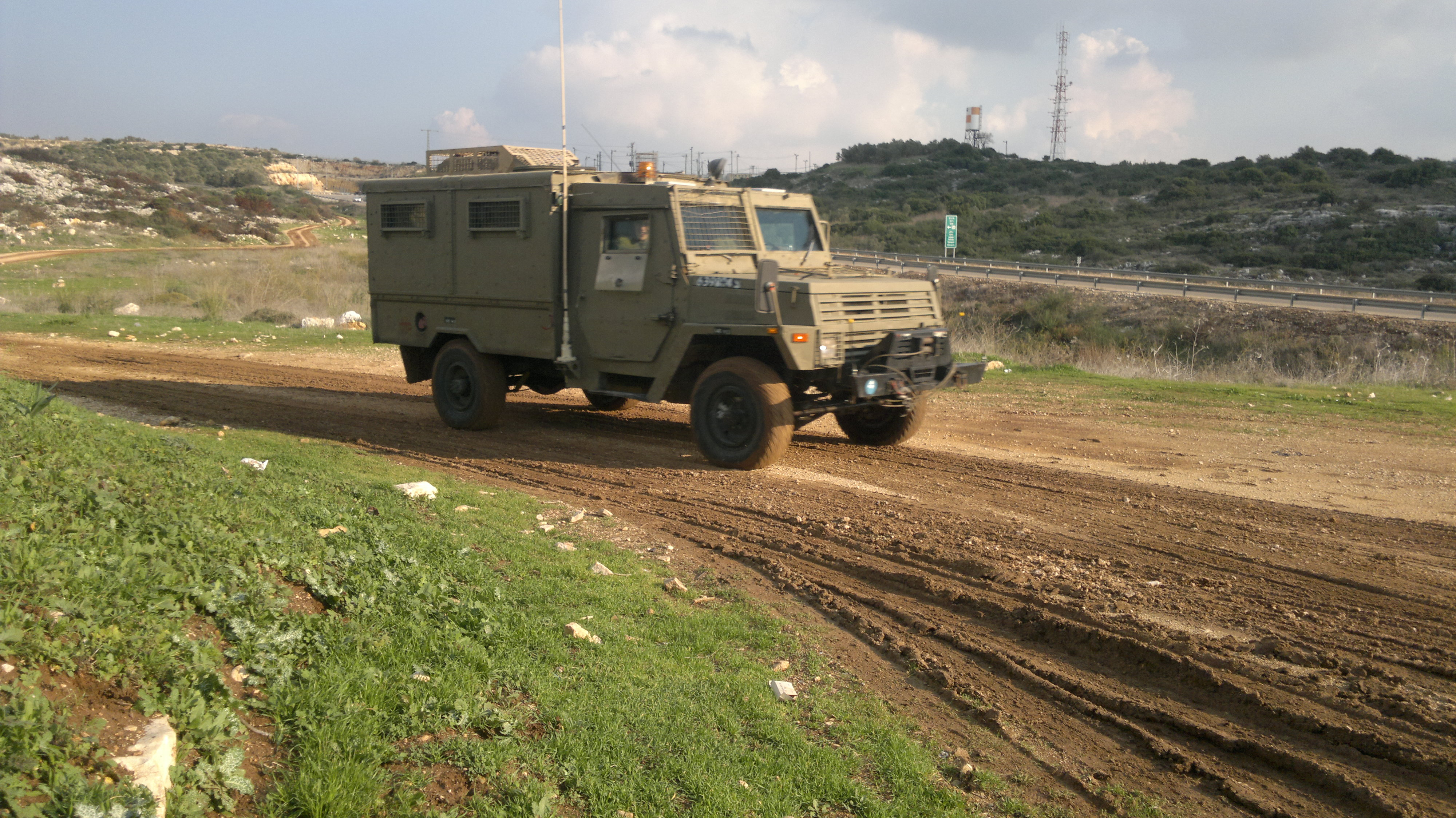
أبير راينو

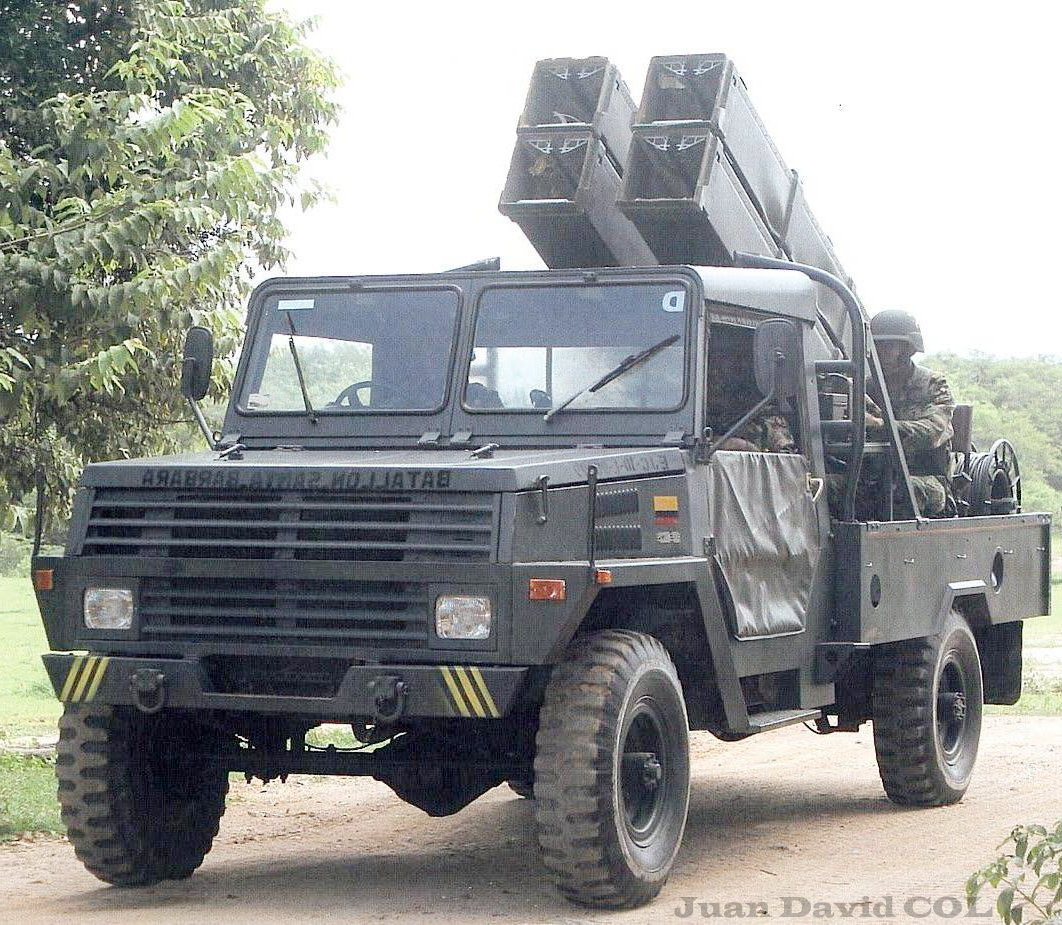
نظام نيمرود المضاد للدبابات محملًا على عربة أبير.

- M462 ATGM Portee : مجهزة بصواريخ بي جي إم-71 تاو.
- M462 M40A2 Portee: مجهزة ببندقية عديمة الارتداد M40A2 106 مم.
- M462 Rhino : مركبة مدرعة رباعية الدفع تعتمد على إم 462، وتستخدم في دوريات المناطق عالية الخطورة، ومكافحة الشغب، والعمليات الخاصة، ومركز القيادة.
- M462 حريق: سيارة إطفاء الحرائق.
- سيارة إسعاف M462 : سيارة إسعاف عسكرية، 4 صناديق نقل أو 8 مرضى جالسين.
- مضاد للدبابات: مزود باثنين من قاذفات الصواريخ المضادة للدبابات من طراز نيمرود

## المشغلون

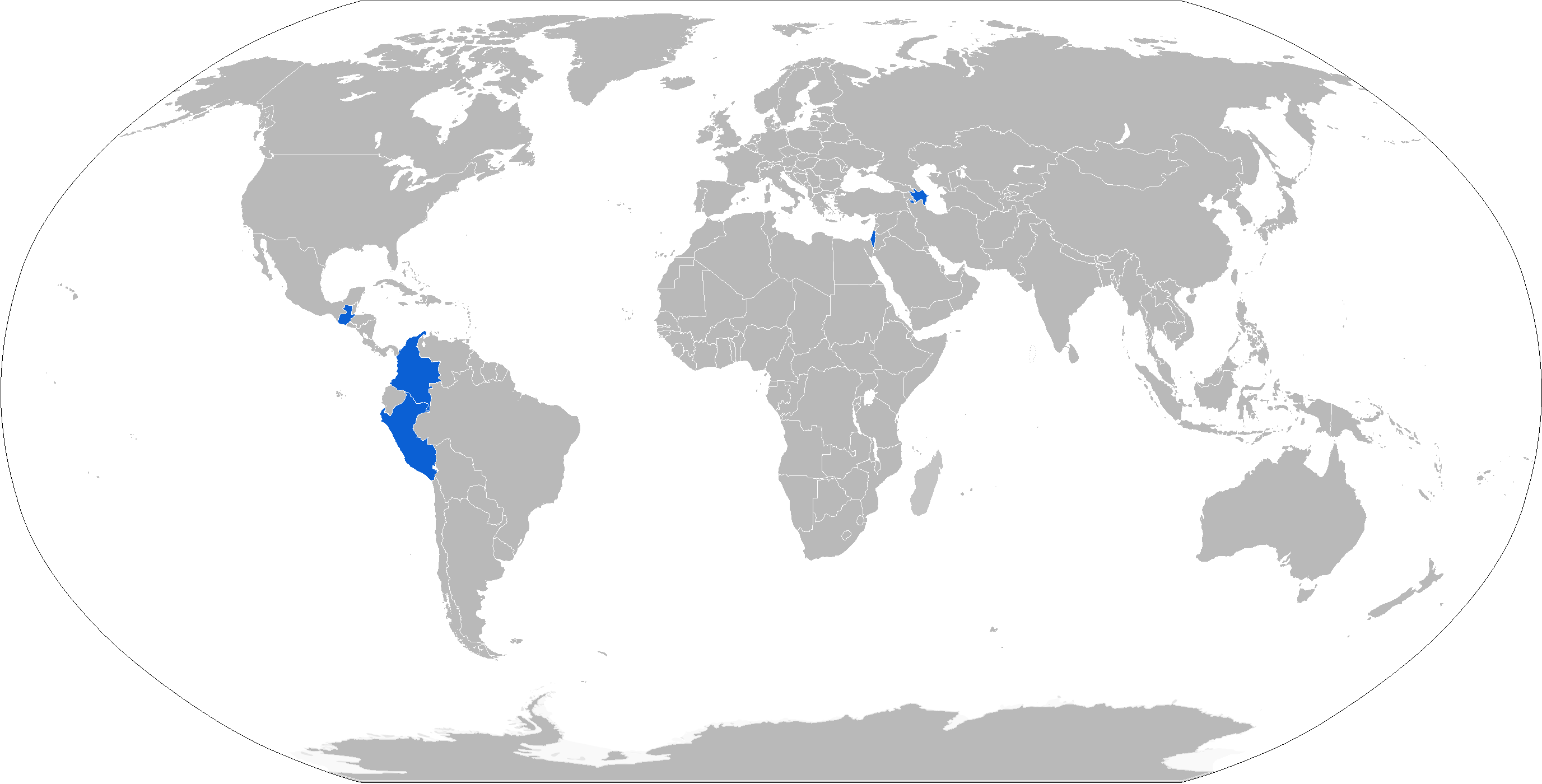
خريطة مشغلي أبير باللون الأزرق

### الحاليون
- أذربيجان
- كولومبيا
- بيرو
- جواتيمالا

### السابقون
- إسرائيل